# Una vida sense examen no val la pena ser viscuda
«Una vida sense examen no val la pena ser viscuda» és una famosa frase suposadament pronunciada per Sòcrates durant el seu judici per impietat i corrupció de joves pel qual posteriorment va ser condemnat a mort. La màxima està inclosa en l'Apologia de Sòcrates escrita per Plató.

## Context
Aquesta sentència o màxima es vincula amb la manera com Sòcrates entenia la mort i amb la seva voluntat d’examinar i donar sentit a l’oracle de Delfos, que havia declarat que ningú no era més savi que ell. Per al filòsof, la resposta que la Pítia havia donat a Querefonte constituïa un missatge directe del déu Apol·lo.
Ser condemnat a l'exili i no poder aplicar el mètode socràtic, la qual cosa li impediria estudiar aquesta afirmació, era per tant una destinació pitjor que la mort. Com Sòcrates confiava en les seves experiències religioses, entre les quals estaven els advertiments del seu daimon, va preferir continuar buscant la veritat en el més enllà en lloc de viure una vida on no pogués obtenir la resposta que buscava.

## Significat
Segons Sòcrates, una vida mancada d'introspecció, autoreflexió i pensament crític és una vida mancada de sentit i valor. Aquesta cita emfatitza la importància de l'autoconsciència i del qüestionament de les pròpies creences, accions i propòsits en la vida. Aquestes paraules, suposadament pronunciades per Sòcrates durant el seu judici en triar la mort en lloc de l'exili, representen en termes moderns l'elecció noble, és a dir, l'elecció de la mort davant una alternativa contrària als principis personals.